# Danny Shittu
Daniel Olusola "Danny" Shittu (Lagos, 1980. szeptember 2.) nigériai labdarúgó, hátvéd, jelenleg a Millwall FC játékosa.

## Pályafutása

### Charlton és QPR
Shittu 1999-ben, a Charlton Athleticben kezdte profi pályafutását. Az ott töltött két éve alatt a Blackpoolban és a Queens Park Rangersben is megfordult kölcsönben. 2002 januárjában véglegesen is a QPR-hoz igazolt. 350 ezer fontos vételárát egy szurkoló, Alex Winton fizette ki, sőt egy ideig a fizetését is ő állta. Négy évet töltött a kék-fehéreknél, 162 bajnoki meccsen lépett pályára és 16 gólt szerzett.

### Watford FC
2006 nyarán kis híján a West Bromwich Albionhoz igazolt, de augusztus 6-án végül a Watfordhoz írt alá. A QPR 1,6 millió fontot kapott érte. November 7-én, egy Newcastle United elleni Ligakupa-meccsen szerezte meg első gólját a csapatban. A rendes játékidő 2-2-vel végződött, büntetőkkel aztán a United győzött.
2007. május 5-én, a Reading ellen megszerezte első Premier League-gólját. 2008. február 16-án korábbi csapata, a Charlton ellen gólt és öngólt is szerzett. A 2007/08-as szezon remekül sikerült Shittu számára, minden sorozatot egybevéve kilenc gólt szerzett, végül a Championship álomcsapatába is bekerült.

### Bolton Wanderers FC
Shittu 2008. augusztus 6-án 2 millió fontért a Bolton Wanderershez igazolt. Három évre írt alá a fehér mezesekkel.

## Külső hivatkozások
- Danny Shittu pályafutásának statisztikái a Soccerbase oldalon (angolul)

## Fordítás
- Ez a szócikk részben vagy egészben  a   Danny Shittu című angol Wikipédia-szócikk fordításán alapul.  Az eredeti cikk szerkesztőit annak laptörténete sorolja fel. Ez a jelzés csupán a megfogalmazás eredetét és a szerzői jogokat jelzi, nem szolgál a cikkben szereplő információk forrásmegjelöléseként.